# UNPO
UNPO (Unrepresented Nations and Peoples Organization eller på dansk De Urepræsenterede Nationers og Folks Organisation) er en international sammenslutning af ikke-anerkendte folkegrupper og minoriteter med hovedkvarter i Haag i Nederlandene. Formålet er at samle og støtte de enkelte folkegrupper i deres ønske om international repræsentation. Generalsekretær er italieneren Marino Busdachin.
Organisationen blev stiftet i 1991 i Fredspaladset i Haag under deltagelse af Dalai Lama fra Tibet. Organisationen har 47 medlemsorganisationer  (december 2011) og repræsenterer cirka 100 millioner mennesker verden over . Hvert medlem må respektere UNPOs overenkomst, som indeholder fem principper om voldfrihed, menneskerettighederne, demokrati og selvbestemmelsesret, miljøbeskyttelse og tolerance. Dette indebærer afvisning af enhver form for terrorisme og anerkendelse af FN's Verdenserklæring om Menneskerettighederne. Seks forhenværende medlemmer blev i mellemtiden optaget i Forenede Nationer. Det drejer sig om Estland (1991), Letland (1991), Armenien (1992), Georgien (1992), Palau (1994) og Østtimor (2002). 
Organisationen har fået tildelt konsultativ status under FN's økonomiske og sociale råd. 

## Eksterne links
- UNPO's hjemmeside